# Goniobranchus vibratus
Espèce
Goniobranchus vibratus est une espèce de nudibranches de la famille des Chromodorididae et du genre Goniobranchus.

## Répartition
Cette espèce se rencontre dans les îles Hawaï et en Polynésie française

## Habitat
Goniobranchus vibratus se rencontre sous les rochers des eaux peu profondes des récifs frangeants jusqu'à une profondeur de 6 mètres.

## Description

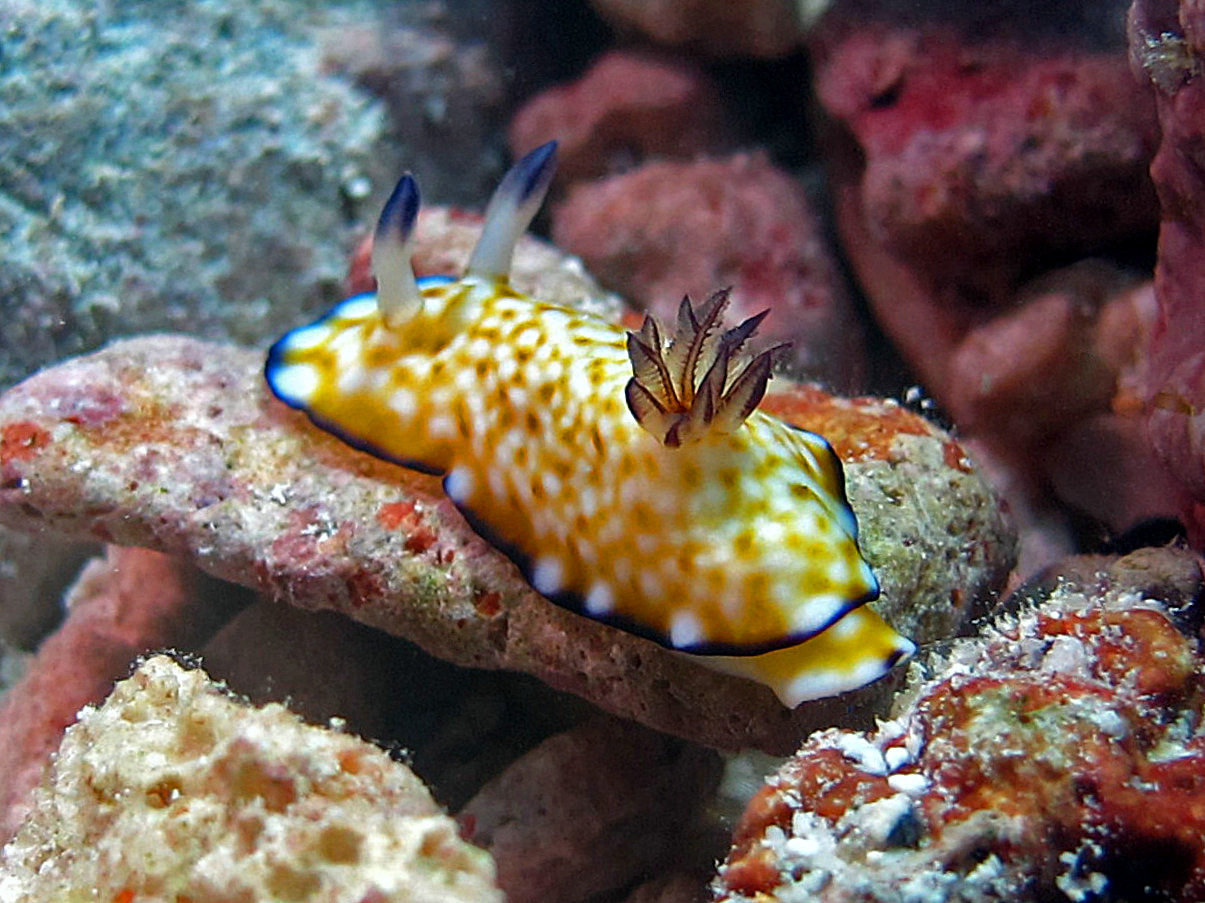
Goniobranchus vibratus (Rangiroa, Polynésie française

Goniobranchus vibratus peut mesurer de l'ordre de 35 mm de long.
Le contour général de cette espèce est oblong et prend une forme ovale au repos. Le manteau est lisse, convexe au-dessus, arrondi et un peu dilaté à l'avant, extrêmement relevé en arrière, et ses marges minces ne dissimulent pas le pied en arrière. Les panaches branchiaux sont petits, sous-jacents, au nombre de sept, linéaires, quadrangulaires et ciliés sur les angles sur toute leur longueur. Ils sont rétractables dans une simple cavité commune. Ils diminuent de taille vers l'arrière. Le tube anal est proéminent. Les rhinophores sont courts et ovales, lamellés en oblique et rétractables dans de simples cavités. Les tentacules labiaux sont petits et effilés de manière cylindrique. Le pied est allongé, presque aussi large que le manteau, arrondi à l'avant et se rétrécit en pointe arrondie faisant saillie au-delà de l'extrémité postérieure du manteau.
Le manteau est jaune,, orné de pustules blanches de degré de développement variable. La marge est bordée de pourpre ou de violet qui forme des marques linéaires antérieure et postérieure et des taches latérales. Les rhinophores sont largement espacés, minces et allongés, avec 11 à 25 lamelles. Ils sont blancs ou marron, terminés en violet avec pédoncules incolores. Le panache branchial est constitué de 8 à 10 branches simplement pennées et dressées avec les paires antérieures bifides. Elles sont blanches, terminées en violet,. Les branchies sont vibratiles. La papille anale est longue et mince, avec une base blanche à pointe pourpre. Le pied est blanc et jaune sur le dos. Une traînée pourpre terminale, médiale et pourpre est souvent présente. 
La formule radulaire est 38-56 x 28-38.0.28-38. Les dents externes sont uni-cuspides avec 2 à 4 denticules externes. Les dents latérales les plus profondes sont bicuspides avec 2 à 3 denticules externes. La forme en crochet des latérales intérieures correspond à la forme plus étroite et allongée des latérales extérieures. Les dents de taille maximale dans chaque rangée sont centrales et font de 72 à 92 microns de long. Les plus petites dents les plus profondes font de 33 à 40 microns. Les dents latérales les plus à l'extérieur ne sont denticulées qu'à leurs extrémités. L’armature buccale est constituée d’hameçons bifides de 29 à 34 microns de long, à base distincte.
Le canal éjaculateur, sans crochets dans le lumen, partage un orifice externe commun avec le canal vaginal. Le conduit mâle, étroit et très convoluté, est jaune dans sa section médiane. Le large canal vaginal se joint avec la spermathèque et le spermatocyste. Le spermatocyste est allongé et convoluté. Il entre directement dans la spermathèque sphérique qui a à peu près la même taille que le spermatocyste. Le canal utérin est étroit, droit et court. Il conduit de l'extrémité spermathèquale du canal vaginal et pénètre dans l'albumine et les glandes muqueuses à la jonction des canaux ampullaire et prostatique.

## Publication originale
- Pease, W. H. 1860. Descriptions of new species of Mollusca from the Sandwich Islands. Proceedings of the Zoological Society of London, 28: 18-36. (Doris vibrata - p. 28)

## Taxonomie
Cette espèce a été nommée par le zoologiste américain William Harper Pease en 1860 sous le protonyme Doris vibrata et transféré dans le genre Goniobranchus. L'épythète vibrata a été modifié en vibratus en accord avec le genre masculin de Goniobranchus.
L’épithète vibratus se réfère à la vibration du plumeau branchiale habituelle chez cette espèce.

## Espèces similaires
Goniobranchus vibratus est similaire à Goniobranchus albopustulosus (Pease, 1860) mais s'en distingue par un nombre de pustules blanches sur le manteau plus reduit et par ses branchies vibratiles. Il est également assez proche de Chromodoris rudolphi Bergh, 1880 qui présente une coloration jaune orangée avec de petits points blanc crème